# Frits Kalshoven
Frits Kalshoven (Den Haag, 29 januari 1924 – 6 september 2017) was een Nederlands marineofficier en rechtsgeleerde op het gebied van internationaal humanitair recht. Hij doceerde aan het Koninklijk Instituut voor de Marine en was hoogleraar aan de Universiteit Leiden. Hij nam deel aan verschillende Nederlandse delegaties bij de Verenigde Naties.

## Levensloop
Kalshoven trad in 1945 toe tot de Koninklijke Marine en diende daar tot 1967 als officier. Ondertussen sloot hij in 1954 een rechtenstudie af aan de Universiteit Leiden. Aansluitend was hij docent op het gebied van strafrecht en internationaal recht aan het Koninklijk Instituut voor de Marine. Hierna werd hij medewerker van de afdeling voor internationaal publiekrecht aan de Universiteit Leiden. Vier jaar later promoveerde hij hier met het proefschrift Belligerent Reprisals, dat in 2005 in herdruk verscheen. Voor zijn proefschrift werd hij in 1973 onderscheiden met de internationale Ciardi-prijs van de International Society for Military Law and the Law of War.
Van 1970 tot 1985 was hij docent en vervolgens hoogleraar internationaal publiekrecht in Leiden. Ondertussen nam hij in 1975 ook de door het Nederlandse Rode Kruis opgezette leerstoel van internationaal humanitair recht op zich, die hij tot 1989 bekleedde. Tot 1993 was hij juridisch adviseur voor het Rode Kruis. In 1985 was hij docent en een jaar later studiedirecteur aan de Haagsche Academie voor Internationaal Recht. Van 1999 tot 2002 was hij daarnaast gasthoogleraar aan de Rijksuniversiteit Groningen.
Kalshoven was lid van verschillende Nederlandse delegaties bij de Verenigde Naties, waaronder bij de uitwerking van de beide aanvullende protocollen van de Geneefse Conventies in 1977 en de Convention on Prohibitions or Restrictions on the Use of Certain Conventional Weapons which may be deemed to be Excessively Injurious or to have Indiscriminate Effects in 1980.
Van 1991 tot 2002 maakte hij deel uit van de International Humanitarian Fact-finding Commission in Genève, waarbij vanaf 1997 als voorzitter. In die tijd was hij verder van 1992 tot 1993 voorzitter van de commissie van experts van de Verenigde Naties die onderzocht of er in het toenmalige Joegoslavië misdrijven waren gepleegd op grond van het internationale humanitaire recht.
Kalshoven is drager van het Kruis van Verdienste van het Nederlandse Rode Kruis en erehoogleraar van het Internationaal Instituut voor Humanitair Recht in San Remo. In 2003 werd hij onderscheiden met de Henry Dunant-medaille van het Internationale Rode Kruis en Rode Halve Maan.

## Werk (selectie)
- 1971: Belligerent Reprisals, proefschrift, Leiden, herdruk in 2005
- 1973: The law of warfare: A summary of its recent history and trends in development, Leiden
- 1987: Constraints on the Waging of War: An Introduction to International Humanitarian Law, met Liesbeth Zegveld, meerdere herdrukken, Cambridge University Press, ISBN 978-1107011663
- 1989: Assisting the victims of armed conflicts and other disaster, redacteur, Dordrecht, Boston en London
- 1989: Implementation of international humanitarian law, redacteur, Dordrecht, Boston en Norwell
- 2007: Reflections on the Law of War, Leiden

- Bibliothèque nationale de France: cb12179505b (data)
- Gemeinsame Normdatei: 11487056X
- International Standard Name Identifier: 0000 0001 0861 0784
- Library of Congress Control Number: n85182996
- Nationale Bibliotheek van Tsjechië: jo2013768966
- Nationale Bibliotheek van Israël: 987007588438605171
- Nederlandse Thesaurus van Auteursnamen: 06858380X
- Système universitaire de documentation: 030364906
- Virtual International Authority File: 266202471
- WorldCat: E39PBJk8XFk8KvkXj63WKRhT73